# Абе-но Хірафу
Абе-но Хірафу (яп. 阿倍 比羅夫; 575–664) — японський військовий та державний діяч періоду Асука. Можливо, був засновником кланів Андо і Акіто.

## Життєпис
Походив з аристократичного клану Абе. Стосовно його батьків існують суперечності. Народився 575 року. Невдовзі після досягнення повноліття призначається камі (губернатором) провінції Косі.
655 року призначається очільником війська в поході проти анського племені місіхасе, яке він 658 року переміг в області Ватарісіма (ймовірно, півострів Цугару в давній області Міцу). Згодом до 660 року боровся з іншим племенем — еміші, сплюндрувавши області на півночі Хонсю. 659 року на рівнині Акіта завдав поразки еміші. Його трофеї включали щонайменше 2 живих ведмедів, 70 ведмежих шкур та 384 полонених. Також за допомогою збудованого флоту висаджувався на островах Окушірі й Хоккайдо. У березні на річці Ісікарі завдав нової поразки емісі. Тут також отримав багату здобич.
662 року імператор Тендзі призначив Абе-но Хірафу очільником японської армії, що рушила на допомогу державі Пекче. Остання боролася з царством Сілла та його союзником китайською імперією Тан. Того ж року Абе-но Хірафу висадився на Корейському півострові, де відновив на троні Пекче понського союзника вана Пуйо Пуна. Втім 663 року у битві в гирлі річки Пекганг японсько-пекчеські війська зазнали поразки від коаліції Тан і Сілла. Після цього Абе було відкликано до Японії. Помер 664 року.

## Родина
- Абе-но Сукунамаро (д/н—720)
- Абе-но Ясумаро
- Абе-но Фунаморі